# Caso Feira de Santana
O Caso Feira de Santana foi um evento ufológico ocorrido na cidade de Feira de Santana, segunda maior cidade do estado da Bahia, no dia 12 de janeiro de 1995. É um dos mais famosos casos da ufologia brasileira. Com grande repercussão na mídia, até hoje intriga pesquisadores pela consistência dos fatos.

## Antecedentes
Em janeiro de 1995 houve alguns casos que antecederam o principal, no distrito de Maria Quitéria, região norte do município. Um estudante que caminhava em uma estrada no final da tarde, havia visto um objeto cilíndrico, preto, semelhante a fuselagem de uma avião, porém, sem asas, e que flutuava no matagal próximo às cercas de uma chácara. Alguns dias depois, um grupo de amigos que estava voltando de uma festa de madrugada na Avenida do Contorno norte, viu uma estranha luz no céu que de repente se fragmentou em três e cada uma tomou uma direção.

## A queda do UFO
Na madrugada do dia 12 de janeiro de 1995, foi visto um objeto luminoso caindo verticalmente em uma fazenda no distrito de Jaíba, região leste da cidade. Segundo testemunhas, o objeto emitia luzes que variavam entre o verde e o vermelho. Logo após a queda do OVNI, ocorreu um grande apagão na energia elétrica que se estendeu por dezenas de cidades próximas. Um fazendeiro chamado Beto, que morava próximo, encontrou o objeto na Lagoa de Berreca. Ele descreveu como sendo um objeto metálico com dimensões de um fusca e que refletia o ambiente em volta como uma espécie de camuflagem. Ele avistou no objeto uma escotilha, que se abriu e saiu de dentro uma gosma não identificada, e em seguida saiu um ser peludo, de baixa estatura e com garras, semelhante a um bicho-preguiça. O fazendeiro avistou dentro da nave um outro ser, que já estava morto sobre um painel eletrônico. Ele descreveu esse ser como de baixa estatura, semelhante a um feto de uma criança. Era uma aparência estranha, revelando a sua origem não humana. Em seguida, Beto levou os dois seres para dentro de sua casa. Por volta de 5:30 da manhã, a população da região avistou comboios do exército circulando na região. A princípio nenhum dos soldados sabia do que se tratava, era uma operação sigilosa. Ao chegar no local, os soldados invadiram a casa de Beto e vasculharam tudo. Ao encontrar as criaturas, eles carregaram para o caminhão. As criaturas foram descritas pelos soldados como um ser semelhante a um bicho preguiça, mas estranho. Estava ferido e estendendo a mão para um dos soldados como se tivesse pedindo ajuda, mas não emitia voz. O outro foi descrito como um ser parecido com uma criança desnutrida, tinha olhos grandes e traços físicos não humanos.
Os soldados vasculharam mais a área, e ao chegar na lagoa de Berreca encontraram e recolheram o objeto, que segundo os soldados era bastante leve. Colocaram em outro caminhão e aguardaram novas instruções. Depois de alguns minutos um helicóptero e outro caminhão chegaram ao local, então desceram agentes do serviço secreto da Marinha que transferiram os corpos para o helicóptero, e a nave para o caminhão baú, este não possuía qualquer identificação. Os funcionários da fazenda foram ameaçados e orientados a manter o sigilo do caso. Por anos pesquisadores foram investigando os fatos que iam sempre se confirmando, e descobriram o envolvimento dos Estados Unidos no caso. Um satélite americano havia detectado o objeto em Feira de Santana e avisado aos militares brasileiros sobre a queda do ÓVNI na região. Pelo fato das testemunhas terem sido frequentemente ameaçadas, dificultou as investigações, mas os pesquisadores acreditam que os corpos e a nave foram mandados para os Estados Unidos. Uma das conclusões mais intrigantes é sobre o "bicho preguiça", se era realmente um ser inteligente trabalhando junto com os ETs humanoides ou um bicho preguiça capturado pelo OVNI para estudos. O caso do bicho preguiça foi semelhante a um caso ocorrido na Venezuela. O caso é um dos mais importantes da ufologia brasileira e ganhou ampla cobertura da mídia da época.

## Acontecimentos posteriores
Após o caso, houve muitas manifestações no espaço aéreo e terrestre feirense. Testemunhas notaram uma movimentação incomum de veículos do exercito nas cidades da região de Feira de Santana, na zona rural da cidade, e vindos da capital Salvador. Houve um estranho movimento de helicópteros no espaço aéreo da cidade nos dias posteriores e o estranho apagão de energia elétrica jamais foi divulgado as reais causas.

### Outros casos
Além do caso ocorrido no distrito de Jaíba, houve outros casos de avistamentos de OVNIs ocorrido antes e depois de 1995. Há relatos de testemunhas no ano de 1998, 2000 e 2005. No ano de 2006 o batalhão do exército instalado na cidade confirmou o OVNI sobrevoando o aeroporto da cidade, e em 2013 vários motoristas relataram um UFO voando sobre o complexo de viadutos do bairro Cidade Nova.